# Alena Zavarzina
Alena Igorevna Zavarzina (Russisch: Алёна Игоревна Заварзина) (Novosibirsk, 27 mei 1989) is een Russische snowboardster. Ze vertegenwoordigde haar vaderland op de Olympische Winterspelen 2010 in Vancouver en op de Olympische Winterspelen 2014 in Sotsji. Ze nam onder olympische vlag deel aan de Olympische Winterspelen 2018 in Pyeongchang.

## Carrière
Zavarzina scoorde bij haar wereldbekerdebuut, in oktober 2006 in Landgraaf, direct haar eerste wereldbekerpunten. Op de FIS wereldkampioenschappen snowboarden 2009 in Gangwon eindigde de Russin als eenentwintigste op de parallelreuzenslalom. Drie jaar na haar debuut behaalde Zavarzina in Landgraaf haar eerste klassering in de toptien, in december 2009 boekte de Russin in Telluride haar eerste wereldbekerzege. Tijdens de Olympische Winterspelen van 2010 in Vancouver eindigde Zavarzina op de zeventiende plaats op de parallelreuzenslalom. 
In La Molina nam de Russin deel aan de FIS wereldkampioenschappen snowboarden 2011, op dit toernooi veroverde ze de wereldtitel op de parallelreuzenslalom. Op de FIS wereldkampioenschappen snowboarden 2013 in Stoneham eindigde Zavarzina als vijfde op de parallelreuzenslalom en als negende op de parallelslalom. Tijdens de Olympische Winterspelen van 2014 in Sotsji sleepte de Russin de bronzen medaille in de wacht op de parallelreuzenslalom, op de parallelslalom eindigde ze op de dertiende plaats.
In Kreischberg nam Zavarzina deel aan de FIS wereldkampioenschappen snowboarden 2015. Op dit toernooi behaalde ze de zilveren medaille op de parallelreuzenslalom en eindigde ze als vijfde op de parallelslalom. Op de FIS wereldkampioenschappen snowboarden 2017 in de Spaanse Sierra Nevada veroverde ze de bronzen medaille op de parallelslalom, daarnaast eindigde ze als vijfde op de parallelreuzenslalom. Tijdens de Olympische Winterspelen van 2018 in Pyeongchang eindigde de Russin als vierde op de parallelreuzenslalom.

## Resultaten

### Olympische Winterspelen
| Jaar | Plaats      | Resultaten                                |
| ---- | ----------- | ----------------------------------------- |
| 2010 | Vancouver   | 17e Parallelreuzenslalom                  |
| 2014 | Sotsji      | 13e Parallelslalom · Parallelreuzenslalom |
| 2018 | Pyeongchang | 4e Parallelreuzenslalom                   |

### Wereldkampioenschappen
| Jaar | Plaats        | Resultaten                                |
| ---- | ------------- | ----------------------------------------- |
| 2009 | Gangwon       | 21e Parallelreuzenslalom                  |
| 2011 | La Molina     | 32e Parallelslalom · Parallelreuzenslalom |
| 2013 | Stoneham      | 9e Parallelslalom 5e Parallelreuzenslalom |
| 2015 | Kreischbefg   | 5e Parallelslalom · Parallelreuzenslalom  |
| 2017 | Sierra Nevada | Parallelslalom · 5e Parallelreuzenslalom  |

### Wereldbeker
Eindklasseringen
| Seizoen   | Algm | PAR    | PGS  | PSL |
| --------- | ---- | ------ | ---- | --- |
| 2006/2007 | 136e | 59e    | –    | –   |
| 2008/2009 | 160e | 53e    | –    | –   |
| 2009/2010 | 11e  | 8e     | –    | –   |
| 2010/2011 | 16e  | 11e    | –    | –   |
| 2011/2012 | –    | 17e    | –    | –   |
| 2012/2013 | –    | 12e    | 14e  | 10e |
| 2013/2014 | –    | 35e    | 26e  | 43e |
| 2014/2015 | –    | 13e    | 20e  | 9e  |
| 2015/2016 | –    | 8e     | 13e  | 6e  |
| 2016/2017 | –    | Zilver | Goud | 14e |
| 2017/2018 | –    | 6e     | 5e   | 6e  |

Wereldbekerzeges
| Datum            | Plaats      | Onderdeel            |
| ---------------- | ----------- | -------------------- |
| 17 december 2009 | Telluride   | Parallelreuzenslalom |
| 6 maart 2016     | Winterberg  | Parallelslalom       |
| 5 februari 2017  | Bansko      | Parallelreuzenslalom |
| 12 februari 2017 | Pyeongchang | Parallelreuzenslalom |